# Elaphoidella wilsonae
Elaphoidella wilsonae is een eenoogkreeftjessoort uit de familie van de Canthocamptidae. De wetenschappelijke naam van de soort is voor het eerst geldig gepubliceerd in 1979 door Hunt.